# Jake Heyward
Jake Heyward (Cardiff, 26 aprile 1999) è un mezzofondista britannico.

## Palmarès
| Anno                         | Manifestazione          | Sede              | Evento       | Risultato | Prestazione | Note                          |
| ---------------------------- | ----------------------- | ----------------- | ------------ | --------- | ----------- | ----------------------------- |
| 2016                         | Europei U18             | Tbilisi           | 1500 m piani | Oro       | 4'00"64     |                               |
| 2017                         | Europei U20             | Grosseto          | 1500 m piani | Oro       | 3'56"73     |                               |
| 2017                         | Europei di cross        | Šamorín           | Corsa U20    | 30º       | 19'23"      |                               |
| 2018                         | Mondiali U20            | Gävle             | 1500 m piani | 4º        | 3'43"76     |                               |
| 2018                         | Europei di cross        | Tilburg           | Corsa U20    | 4º        | 18'16"      |                               |
| 2019                         | Europei U23             | Gävle             | 1500 m piani | 11º       | 3'52"98     |                               |
| 2021                         | Giochi olimpici         | Tokyo             | 1500 m piani | 9º        | 3'34"43     |                               |
| 2022                         | Europei                 | Monaco di Baviera | 1500 m piani | Argento   | 3'34"44     |                               |
| In rappresentanza del Galles |                         |                   |              |           |             |                               |
| 2022                         | Giochi del Commonwealth | Birmingham        | 1500 m piani | 5º        | 3'31"08     | Miglior prestazione personale |

## Campionati nazionali
2014
- 6º ai campionati gallesi, 800 m piani - 1'53"95

2015
- Oro ai campionati gallesi under-20 indoor, 1500 m piani - 3'57"31
- Oro ai campionati gallesi under-17 indoor, 800 m piani - 1'57"16

2016
- Oro ai campionati gallesi, 800 m piani - 1'53"59
- Oro ai campionati britannici under-20, 1500 m piani - 3'55"63

2017
- Oro ai campionati britannici under-20, 1500 m piani - 3'57"97

2018
- 6º ai campionati britannici indoor, 1500 m piani - 3'49"26
- Oro ai campionati britannici under-20, 1500 m piani - 3'54"05

2019
- 7º ai campionati britannici indoor, 3000 m piani - 8'07"35
- Argento ai campionati britannici under-23, 1500 m piani - 3'51"21

2021
- Bronzo ai campionati britannici, 1500 m piani - 3'42"41

2022
- 4º ai campionati britannici, 1500 m piani - 3'33"54

## Altre competizioni internazionali
2018
- 9º ai Bislett Games ( Oslo), 1500 m piani - 3'39"84

2019
- 10º ai London Anniversary Games ( Londra), miglio - 3'54"78
- 12º al British Grand Prix ( Birmingham), 1500 m piani - 3'39"38

2021
- 6º al Prefontaine Classic ( Eugene), miglio - 3'52"15
- Argento al British Grand Prix ( Birmingham), miglio - 3'52"50
- 5º al Bauhaus-Galan ( Stoccolma), 800 m piani - 1'46"47

2022
- 7º al Prefontaine Classic ( Eugene), miglio - 3'51"99
- Argento al Meeting international Mohammed VI d'athlétisme de Rabat ( Rabat), 1500 m piani - 3'33"54
- 9º alla Weltklasse Zürich ( Zurigo), 1500 m piani - 3'34"27
- 9º all'Athletissima ( Losanna), 1500 m piani - 3'34"99